# Sicco Leendert Mansholt
Sicco Leendert Mansholt (Ulrum, Països Baixos 1908 - Wapserveen 1995) fou un polític neerlandès que fou President de la Comissió Europea entre els anys 1972 i 1973.

## Biografia
Va néixer el 13 de setembre de 1908 a la ciutat d'Ulrum, població situada a la Província de Groningen, fill de grangers neerlandesos socialistes. Després de realitzar els seus estudis a Groningent va instal·lar-se a Deventer, on va estudiar a l'Escola d'Agricultura Tropical.
En finalitzar aquests estudis va traslladar-se a l'illa de Java, que en aquells moments formava part de les Índies Orientals Neerlandeses, per treballar en una plantació de te de la Companyia Holandesa de les Índies Orientals. L'any 1936 retornà al seu país descontent del sistema colonial per esdevenir pagès a la població de Wieringermeer.
Morí el 29 de juny de 1995 a la seva residència de Wapserveen, població situada a la província de Drenthe.

## Activitat política

### Política nacional
Membre actiu de la Resistència durant la Segona Guerra Mundial, s'afilià al Partit Laborista Neerlandès (PvdA) i el 1945 entrà a formar part del govern neerlandès quan el primer ministre Willem Schermerhorn el nomenà Ministre d'Agricultura, Pesca i Alimentació, esdevenint el membre més jove del gabinet. Va romandre al govern durant 11 anys, sota els governs de Willem Schermerhorn, Louis Beel i Willem Drees.

### Política europea
L'any 1958 abandonà la política nacional per esdevenir l'1 de gener d'aquell any Vicepresident i Comissari d'Agricultura de la Comissió de la Comunitat Econòmica Europea, càrrec que va mantenir en la Comissió de les Comunitats Europees a l'unificar-se els executius europeus a partir de l'1 de juliol de 1967. Com a responsablde de la cartera d'agricultura, que desenvolupà sota les comissions encapçalades per Walter Hallstein, Jean Rey i Franco Maria Malfatti, fou l'encarregat de l'engegada de la Política agrària comuna (PAC). Així mateix va publicar el "pla Mansholt", que buscava reduir el nombre de treballadors agrícoles i promoure la formació d'unitats de producció agrícoles més àmplies i eficients. Amb el seu "informe Manhsolt" va donar a conèixer els problemes del medi ambient ocasionats pel desenvolupament industrial i agrícola.
El 22 de març de 1972 després de la dimissió de Franco Maria Malfatti es va convertir en President de la Comissió Europea, càrrec que va mantenir fins al 6 de gener de 1973.